# Премия MTV Movie & TV лучшему герою
В данной статье представлен список лауреатов и номинантов премии MTV Movie & TV в категории «Лучший герой» (англ. Best Hero):
| Церемония | Год церемонии | Лауреат                                                                          | Номинанты |
| --------- | ------------- | -------------------------------------------------------------------------------- | --- |
| 15-я      | 2006          | Кристиан Бейл (Брюс Уэйн / Бэтмен) — Бэтмен: Начало                              | - Джессика Альба (Сьюзан Шторм) — Фантастическая четвёрка - Кейт Бекинсэйл (Селин) — Другой мир: Эволюция - Юэн Макгрегор (Оби-Ван Кеноби) — Звёздные войны. Эпизод III: Месть ситхов - Дэниел Рэдклифф (Гарри Поттер) — Гарри Поттер и Кубок огня                                                                           |
| 21-я      | 2012          | Дэниел Рэдклифф (Гарри Поттер) — Гарри Поттер и Дары Смерти. Часть 2             | - Крис Эванс (Стив Роджерс/Капитан Америка) — Первый Мститель - Ченнинг Татум (Грег Дженко) — Мачо и ботан - Дженнифер Лоуренс (Китнисс Эвердин) — Голодные игры - Крис Хемсворт (Тор) — Тор |
| 22-я      | 2013          | Мартин Фримен (Бильбо Бэггинс) — Хоббит: Нежданное путешествие                   | - Кристиан Бейл (Брюс Уэйн / Бэтмен) — Темный рыцарь: Возрождение легенды - Роберт Дауни-мл. (Тони Старк / Железный человек) — Мстители - Энн Хэтэуэй (Селика Кайл / Женщина-Кошка) — Темный рыцарь: Возрождение легенды - Марк Руффало (Брюс Бэннер / Халк) — Мстители - Кристен Стюарт (Белоснежка) — Белоснежка и охотник |
| 23-я      | 2014          | Генри Кавилл (Кал-Эл / Кларк Кент / Супермен) — Человек из стали                 | - Ченнинг Татум (Джон Кейл) — Штурм Белого дома - Крис Хемсворт (Тор) — Тор 2: Царство тьмы - Мартин Фримен (Бильбо Бэггинс) — Хоббит: Пустошь Смауга - Роберт Дауни-мл. (Тони Старк/Железный человек) — Железный человек 3                                                                                                  |
| 24-я      | 2015          | Дилан О'Брайен (Томас) — Бегущий в лабиринте                                     | - Шейлин Вудли (Беатрис «Трис» Прайор) — Дивергент, глава 2: Инстургент - Дженнифер Лоуренс (Китнисс Эвердин) — Голодные игры: Сойка-пересмешница. Часть 1 - Мартин Фримен (Бильбо Бэггинс) —Хоббит: Битва пяти воинств - Крис Прэтт (Питер Квилл / Звёздный Лорд) — Стражи галактики                                        |
| 25-я      | 2016          | Дженнифер Лоуренс (Китнисс Эвердин) — Голодные игры: Сойка-пересмешница. Часть 2 | - Шарлиз Терон (Фуриоса) — Безумный Макс: Дорога ярости - Крис Эванс (Стив Роджерс / Капитан Америка) — Мстители: Эра Альтрона - Дейзи Ридли (Рэй) — Звёздные войны: Пробуждение силы - Дуэйн Джонсон (Рэй Гейнс) — Разлом Сан-Андреас - Пол Радд (Скотт Лэнг / Человек-муравей II) — Человек-муравей                        |
| 26-я      | 2017          | Тараджи Хенсон (Кэтрин Джонсон) — Скрытые фигуры                                 | - Стивен Амелл (Оливер Куин / Зелёная стрела) — Стрела - Милли Бобби Браун (Одиннадцать (Оди) / Джейн) — Очень странные дела - Майк Колтер (Карл Лукас / Люк Кейдж / Силач) — Люк Кейдж - Грант Гастин (Барри Аллен / Флэш) — Флэш - Фелисити Джонс (Джин Эрсо) — Изгой-один. Звёздные войны: Истории                        |
| 27-я      | 2018          | Чедвик Боузман (Т’Чалла / Чёрная пантера) — Чёрная пантера                       | - Эмилия Кларк (Дейенерис Таргариен) — Игра престолов - Галь Гадот (Диана Принс / Чудо-женщина) — Чудо-женщина - Грант Гастин (Барри Аллен / Флэш) — Флэш - Дейзи Ридли (Рей) — Звёздные войны: Последние джедаи |
| 28-я      | 2019          | Роберт Дауни-младший (Тони Старк / Железный человек) — Мстители: Финал           | - Бри Ларсон (Кэрол Дэнверс / Капитан Марвел) — Капитан Марвел - Закари Ливай (Шазам) — Шазам! - Джон Дэвид Вашингтон (Рон Сталворт) — Чёрный клановец - Мэйси Уильямс (Арья Старк) — Игра престолов |
| 29-я      | 2021          | Энтони Маки (Сэм Уилсон / Сокол) — Сокол и Зимний солдат                         | - Галь Гадот (Диана Принс / Чудо-женщина) — Чудо-женщина 1984 - Тейона Паррис (Моника Рамбо) — Ванда/Вижн - Педро Паскаль (Мандалорец) — Мандалорец - Джек Куэйд (Хьюи Кэмпбелл) — Пацаны |
| 30-я      | 2022          | Скарлетт Йоханссон (Наташа Романофф / Чёрная вдова) — Чёрная вдова               | - Дэниел Крейг (Джеймс Бонд) — Не время умирать - Оскар Айзек (Марк Спектор / Лунный рыцарь, Стивен Грант / мистер Найт и Джейк Локли) — Лунный рыцарь - Симу Лю (Сюй Шан-Чи) — Шан-Чи и легенда десяти колец - Том Холланд (Питер Паркер / Человек-паук) — Человек-паук: Нет пути домой                                     |